# Mersenski sporazum
Mersenski ali Meerssenski sporazum, sklenjen 8. avgusta 870, je bil sporazum o razdelitvi kraljestva Lotarja II., znanega kot Lotaringija. Kraljestvo sta si razdelila Lotarjeva strica  Ludvik Nemški  iz Vzhodnofrankovskega kraljestva in Karel Plešasti iz Zahodnofrankovskega kraljestva. Oba sta bila edina še živa sinova  cesarja Ludvika Pobožnega. 
Mersenski sporazum je bil nadaljevanje Prümskega sporazuma, s katerim se je Srednjefranovsko kraljestvo po smrti Lotarja I. leta 855 razdelilo med njegove sinove. Ludvik je dobil Italijo, Lotar II. Lotaringijo in Karel Provanso.
V nekaterih zahodnoevropskih zgodovinopisjih se Mersenski sporazum omenja kot tretjo veliko razdelitev Frankovskega cesarstva, ki so se dogajale od avgusta 843 do avgusta 870 z Verdunskim, Prümskim im Mersenskim sporazumom. Sledil je še Ribmonski sporazum, sklenjen leta 880.

## Trajanje
Ureditev ni zdržala več kot deset let. Po smrti Ludvika Nemškega leta 876 je Karel Plešasti, takratni kralj Italije in cesar Svetega timskega cesarstva, napadel vzhodno Lotaringijo, vendar ga je Ludvik Mlajši premagal v bitki pri Andernachu leta 876. Ko so se po smrti Karla Plešastega njegovi nasledniki trudili utrditi svojo oblast nad Zahodno Frankovsko, je Ludvik Mlajši leta 879 organiziral pohod v zahodno Lotaringijo in prisilil Karlove vnuke, da so mu z Ribmonskim sporazumom leta 880 prepustiii celotno Lotaringijo. Lotaringija je dokončno postala del Vzhodne Frankovske.

## Vir
- Chisholm, Hugh, ur. (1911). "Mersen, Treaty of". Encyclopædia Britannica (11. izdaja.). Cambridge University Press.